# Пьетрельчина
Пьетрельчина (итал. Pietrelcina) — коммуна в Италии, располагается в регионе Кампания, подчиняется административному центру Беневенто.
Население составляет 3028 человек, плотность населения составляет 108 чел./км². Занимает площадь 28 км². Почтовый индекс — 82020. Телефонный код — 0824.
Покровительницей коммуны почитается Пресвятая Богородица (Madonna della Libera), празднование 3 декабря.